# Wartburg (automerk)

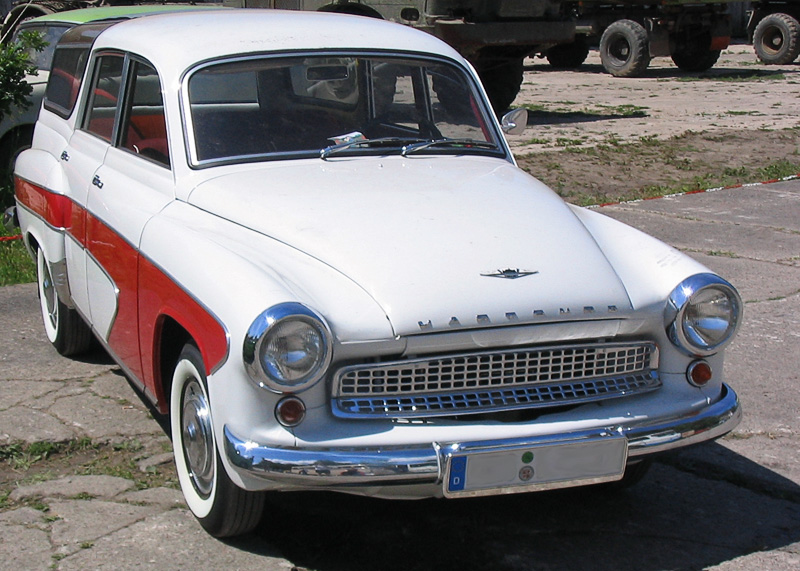
Wartburg 312 Camping Limousine

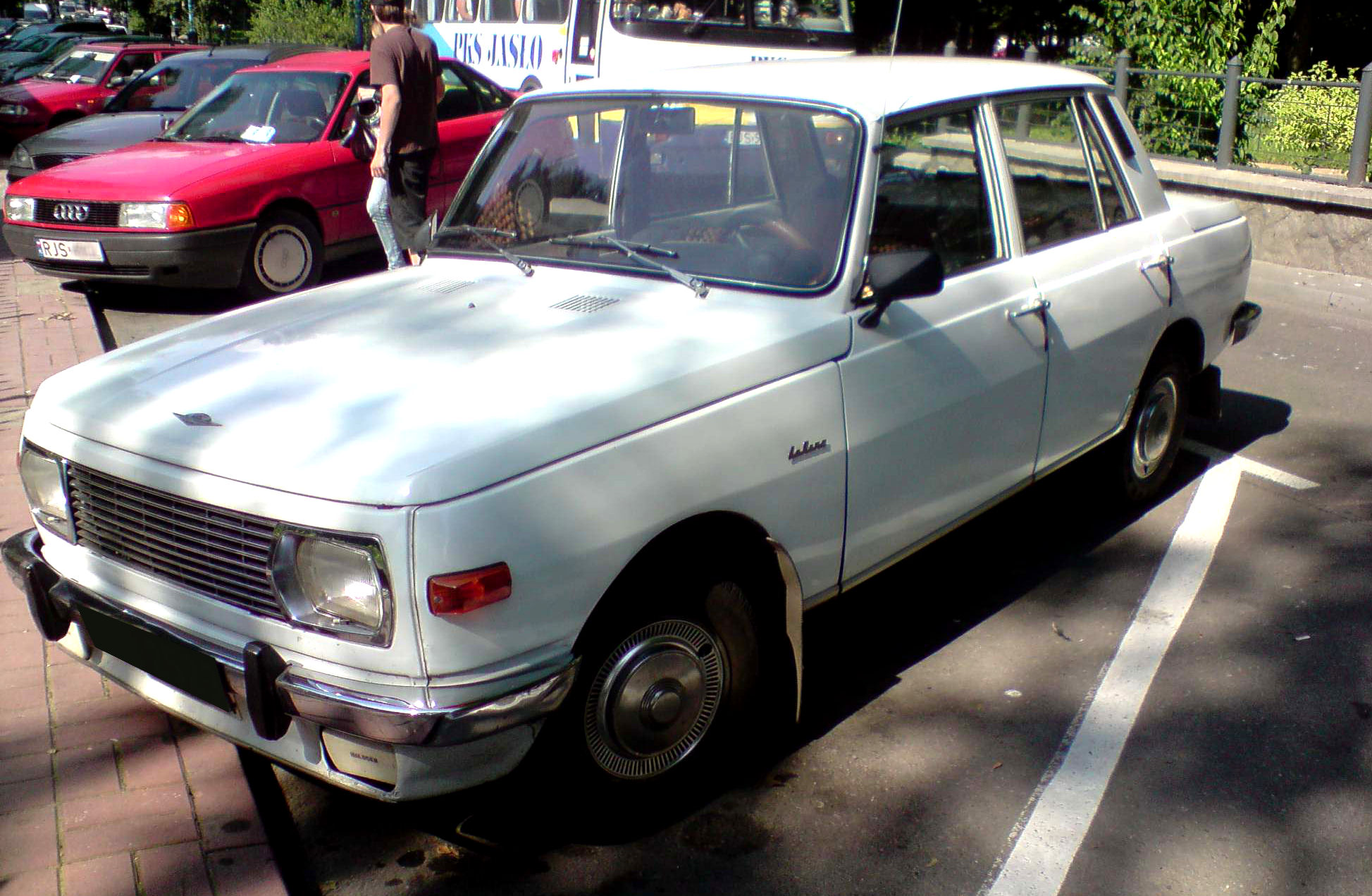
Wartburg 353 Limousine

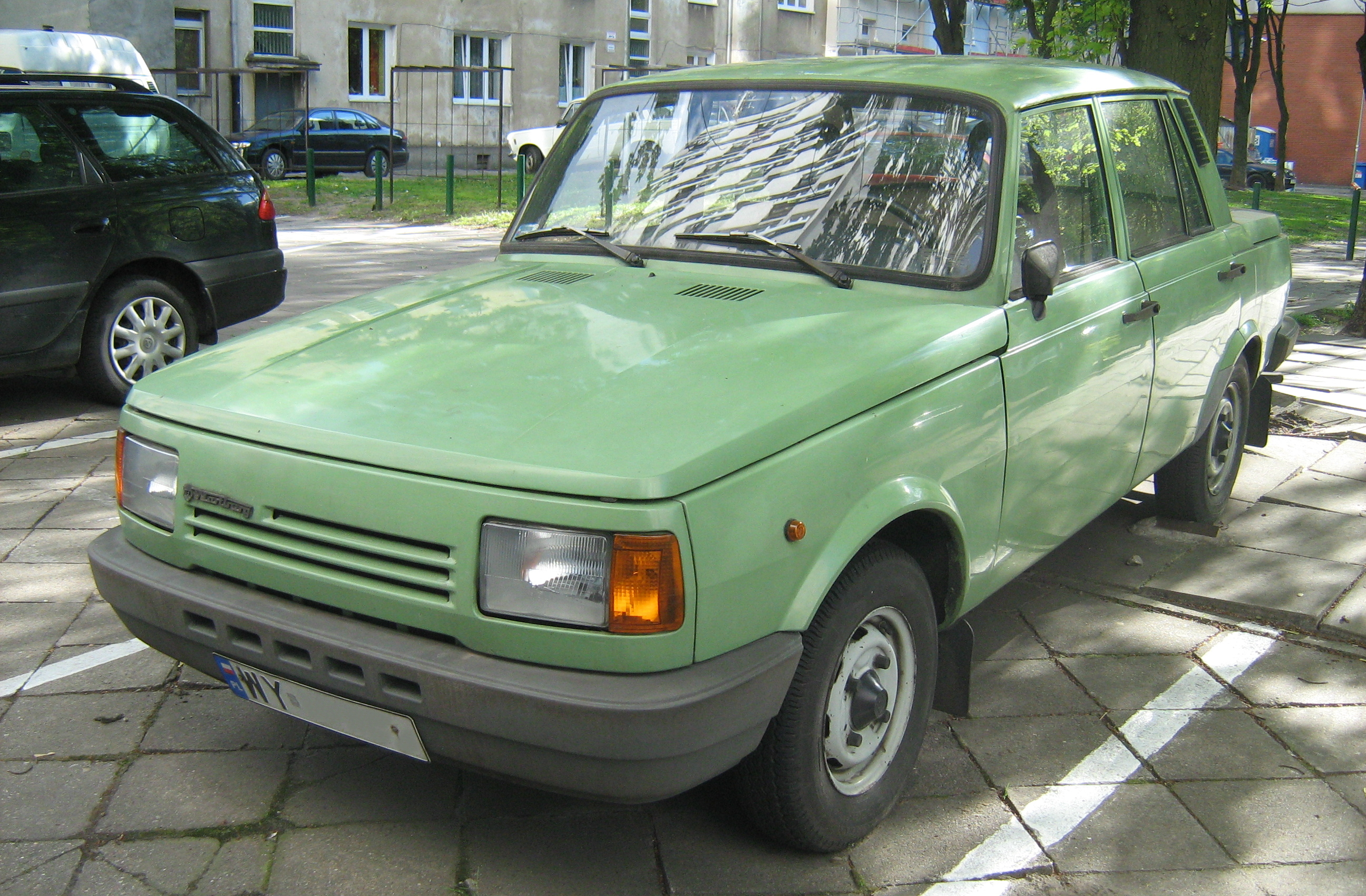
Wartburg 1.3 Limousine

Wartburg was een automerk uit de voormalige Duitse Democratische Republiek (Oost-Duitsland).

## Geschiedenis
De merknaam Wartburg, naar het gelijknamige kasteel bij Eisenach (Thüringen), werd in 1899 al gebruikt voor een auto gebouwd door de Eisenacher Automobilfabrik. Later gebruikte deze fabriek de naam Dixi. Dixi werd overgenomen door BMW.
De BMW-fabriek in Eisenach kwam na de Tweede Wereldoorlog terecht in de Sovjetzone. De fabriek bleef in gebruik voor de productie van auto's. Men produceerde onder de merknamen IFA en EMW.
De auto's van het merk Wartburg werden van 1956 tot 1991 gebouwd door het Automobilwerk Eisenach in Eisenach. Wartburg was samen met de merken Trabant en Barkas een onderdeel van Industrieverband Fahrzeugbau (IFA). De modellen 311, 312, 313 en 353 werden aangedreven door een driecilinder tweetaktmotor. Vanaf 1988 werd een door Volkswagen ontwikkelde viercilindermotor gebruikt in het model 1.3.
Wartburg, net als Trabant, probeerde al in een vroeg stadium een alternatief te vinden voor de tweetaktmotoren. Er werd onder andere geëxperimenteerd met de Comotor wankelmotor en zelfs een V6 tweetaktmotor werd geprobeerd. Ook motoren van andere fabrikanten als Renault werden geprobeerd, maar kosten en de staat verhinderden de inzet van een van deze varianten. Maar ook de carrosserie was punt van discussie en ook hier probeerde men vergeefs te moderniseren. Ook samenwerking met onder andere Škoda liep uiteindelijk op niets uit.
Pas in 1988 kwam een modernere variant met Volkswagen-viertaktmotor, maar dit bleek te laat om op de vrije markt de concurrentie met modernere auto's aan te kunnen. Op 9 november 1989 viel de Berlijnse Muur en op 14 april 1991 werd de productie van de Wartburg 1.3 stopgezet. Een deel van de fabriek, het vanaf 1977 opgerichte Betriebsteil Eisenach-West, werd door Opel gekocht en is nog altijd in gebruik voor productie van achtereenvolgens de Opel Corsa, de Opel Adam en de Opel Grandland.

## Modellen
- Wartburg 311/312/313
- Wartburg 353
- Wartburg 1.3